# 谭璐美
谭璐美（1950年5月17日—）是一位日本华人作家。

## 生平
1950年出生于东京都，祖籍广东高明县。在横滨长大，对横滨中华街很熟悉。毕业于庆应义塾大学文学部，1973年留校任教。

## 家庭
父亲是汪精卫政权外交部参事兼外交专门委员会委员、驻日本大使馆情报部长谭觉真，母亲是日本陆军中将河田槌太郎的女儿河田淑子。和中国共产党「高明三谭」（谭平山、谭天度、谭植棠）是亲属关系。